# بنجامین استولاف
بنجامین استولاف (انگلیسی: Benjamin Stoloff، ‏ ۶ اکتبر ۱۸۹۵ – ۸ سپتامبر ۱۹۶۰) کارگردان و تهیه‌کننده فیلم اهل ایالات متحده آمریکا بود. وی بین سال‌های ۱۹۲۰ تا ۱۹۶۰ میلادی فعالیت می‌کرد.
از فیلم‌هایی که وی در آن نقش داشته‌است، می‌توان به می‌خواهی بخواه، نمی‌خواهی نخواه، شیرهای غران در خانه، گلدی و دستری دوباره می‌راند اشاره کرد.